# 1097 (szám)
Az 1097 (római számmal: MXCVII) az 1096 és 1098 között található természetes szám.

## A szám a matematikában
A tízes számrendszerbeli 1097-es a kettes számrendszerben 10001001001, a nyolcas számrendszerben 2111, a tizenhatos számrendszerben 449 alakban írható fel.
Az 1097 páratlan szám, prímszám. Kanonikus alakja 10971, normálalakban az 1,097 · 103 szorzattal írható fel. Két osztója van a természetes számok halmazán, ezek növekvő sorrendben: 1 és 1097.
Az 1097 húsz szám valódiosztó-összegeként áll elő, ezek közül a legkisebb a 2439.

## Csillagászat
- 1097 Vicia kisbolygó